# 미쓰비시 T-2

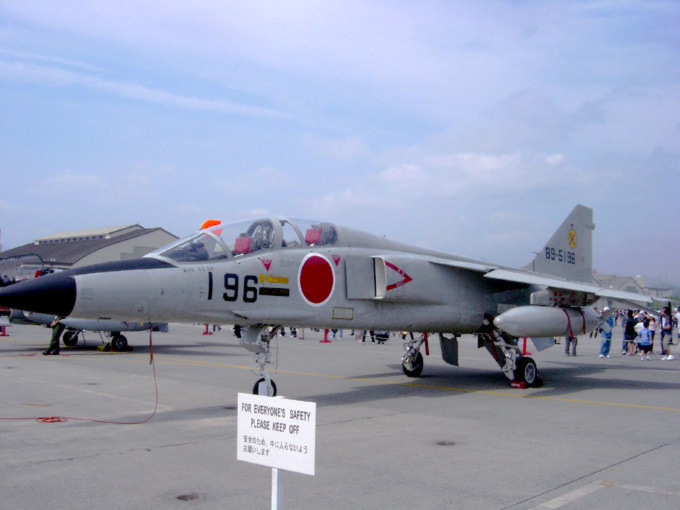
미쓰비시 T-2

미쓰비시 T-2는 일본이 개발한 최대이륙중량 13톤의 제트 훈련기이다. 한국의 제트 훈련기 T-50 골든이글(13톤)은 이 사업과 추진방식이 비슷하다. 일본은 이 제트 훈련기를 개발한 다음, 이를 개조하여 미쓰비시 F-1 전투기를 개발했다. 2006년까지 모두 퇴역하며, 훈련기 임무는 카와사키 T-4 고등 훈련기로 수행한다.
영국과 프랑스가 합작 제작한 재규어 전투기(15톤)와 모양이 유사하며, 엔진도 재규어 전투기 엔진을 만든 영국의 롤스로이스 기술의 엔진을 사용한다. 일본판 재규어다.

## 같이 보기
- 미쓰비시 F-1 - 미쓰비시 T-2 훈련기를 전투기로 개조했다.
- 미쓰비시 F-2 - 일본이 미국과 공동개발한 전투기. 일본판 F-16이다. 바이퍼 제로센이라고 부른다. 제2차 세계대전당시 일본해군의 전투기 제로센의 이름을 갖고 있다. 미국산 F-15 가격보다 비싸다고 알려져 있다.
- T-38 탤론 - 세계 최초의 제트 훈련기. 세계에서 가장 많이 팔린 제트 훈련기. 미쓰비시 T-2는 일본판 탤론이다.
- T-50 골든이글 - 한국 최초의 제트 훈련기. 한국판 탤론이다.